# أبو جعفر الهمذاني
أبو جعفر محمد بن أبي علي الحسن بن محمد بن عبد الله الهمذاني محدث من أئمة أهل الحديث، ومن كبراء الصوفية.

## حياته العلمية
ولد بعد الأربعين وأربعمائة. قدم بغداد سنة ستين، فسمع بها قليلا، ثم ارتحل فسمع من أبي الحسين بن النقور، وأبي القاسم بن البسري، وأبي نصر الزينبي وخلق، وبنيسابور من الفضل بن المحب، وأبي صالح المؤذن وخلق، وبمكة من أبي علي الشافعي، وسعد الزنجاني، وبجرجان من إسماعيل بن مسعدة وطائفة، وبمرو من أبو الخير الصفار، وبهراة من أبي إسماعيل الأنصاري، وعدة. حدث بالجامع لأبي عيسى عن أبي عامر الأزدي، ومحمد بن محمد بن العلاء، وثابت بن سهلك القاضي عن الجراحي.
قال السمعاني: «سافر الكثير إلى البلدان الشاسعة، ونسخ بخطه، وما أعرف أحدا في عصره سمع أكثر منه». وعن نفسه يقول: «دخلت بغداد سنة ستين، وكنت أسمع ولا أدعهم يكتبون اسمي لأني كنت لا أعرف العربية، حتى دخلت البادية، وكنت أدور مع الظاعنين من العرب حتى رجعت إلى بغداد، فقال لي الشيخ أبو إسحاق: رجعت إلينا عربيا، فكان يسميني الخثعمي لإقامتي فيهم». قال السمعاني: «كان خطه رديئا، وما كان له كبير معرفة بالحديث على ما سمعت، وسمعت محمد بن أبي طاهر بأصبهان، سمعت أبا جعفر بن أبي علي يقول تعسر علي شيخ بجرجان، فحلفت أن لا أخرج منها حتى أكتب جميع ما عنده، فأقمت مدة، وكان يخرج إلي الأجزاء، والرقاع، حتى كتبت جميع ما وجدت». قال الذهبي: {{اقتباس مضمن|حدث عنه ابن طاهر المقدسي، وأبو العلاء العطار، وعبد الرحمن بن عبد الوهاب بن المعزم، وآخرون.
قام في مجلس وعظ أبي المعالي الجويني، وأورد عليه في مسألة العلو، فقال: ما قال عارف قط يا ألله، إلا وقام من باطنه قصد تطلب العلو، لا يلتفت يمنة ولا يسرة، فهل لدفع هذه الضرورة من حيلة ، فقال: يا حبيبي ما ثم إلا الحيرة.

## وفاته
توفي أبو جعفر في نصف ذي القعدة سنة 531 هـ.